# Thomas Cook Airlines Scandinavia
Thomas Cook Airlines Scandinavia là một hãng hàng không bay thuê chuyến có trụ sở tại Copenhagen, Đan Mạch, Oslo, Na Uy và Stockholm, Thụy Điển, điều hành các chuyến bay du lịch, bao gồm kỳ nghỉ điểm đến ở châu Âu và Địa Trung Hải, cũng như các chuyến bay đường dài, từ các căn cứ tại Sân bay Copenhagen và các sân bay khác ở các nước Bắc Âu. Công ty này là một phần của mạng lưới hãng hàng không Thomas Cook, cùng với Thomas Cook Airlines, hãng hàng không Thomas Cook Belgium và Condor.

## Lịch sử
Hãng hàng không này hình thành từ hai hãng hàng không: Conair of Scandinavia, thuộc sở hữu của Tập đoàn Spies Đan Mạch và Scanair, của SLG Thụy Điển - Scandinavian Leisure Group, khi hai hãng hàng không bay thuê chuyến sáp nhập và thành lập ngày 1 tháng 1 năm 1994 với tên Premiair. Năm 1994, SLG được mua lại bởi Airtours Plc (Anh), và đội tàu bay của hãng hàng không này đã được sơn lại để phù hợp với hạng chị em mới của mình là hãng hàng không Airtours International, mặc dù vẫn giữ lại tên Premiair.
Năm 1996, Tập đoàn SLG (nay thuộc sở hữu của Airtours) mua lại Spies Group. Trong tháng 11 năm 2001, Airtours Plc đổi tên thành MyTravel Group Plc, và vào năm 2002 Airtours International và Premiair đã được đổi tên thương hiệu tương ứng thành MyTravel Airways và MyTravel Airways A / S. Ngày 12 tháng 2 năm 2007, có thông báo rằng MyTravel Group sẽ hợp nhất với Thomas Cook AG, sau đó sáp nhập MyTravel Airways vào Thomas Cook Airlines trong mùa đông 2007-2008. MyTravel Airways A/S đã được đổi tên thương hiệu thành Thomas Cook Airlines Scandinavia vào ngày 8 tháng 5 năm 2008.